# Abdoul Zoko
Abdoul Karim Nikiema (24 luglio 1993) è un calciatore burkinabé, centrocampista del Gor Mahia.

## Carriera

### Club
In carriera ha giocato 10 partite nella CAF Champions League.

### Nazionale
Ha giocato nella nazionale Under-17 del Burkina Faso.